# Kristin Liepold
Kristin Liepold (nacida como Kristin Möller, 5 de abril de 1984) es una deportista alemana que compitió en triatlón. Ganó una medalla de bronce en el Campeonato Europeo de Ironman de 2013, y una medalla de bronce en el Campeonato Europeo de Ironman 70.3 de 2010.

## Palmarés internacional
| Campeonato Europeo | Campeonato Europeo   | Campeonato Europeo | Campeonato Europeo |
| Año                | Lugar                | Medalla            | Prueba             |
| ------------------ | -------------------- | ------------------ | ------------------ |
| 2013               | Fráncfort (Alemania) | Medalla de bronce  | Individual         |

| Campeonato Europeo | Campeonato Europeo   | Campeonato Europeo | Campeonato Europeo |
| Año                | Lugar                | Medalla            | Prueba             |
| ------------------ | -------------------- | ------------------ | ------------------ |
| 2010               | Wiesbaden (Alemania) | Medalla de bronce  | Individual         |